# 王庆之
王庆之（7世纪—691年），洛州（今河南省洛阳市）人，武周政治人物。
天授二年（691年），凤阁舍人张嘉福指使洛州百姓王庆之率轻薄恶少数百人诣阙上表，请立武承嗣为皇太子。他们让张仁愿连名署表，张仁愿正色拒绝，被当时有识者所看重。宰相岑長倩说皇嗣李旦在東宮，不适合更立太子，與格輔元不署名，奏請皇帝切責张嘉福等。武则天没有同意王庆之的请求，王庆之坚持请求不停止，武则天派李昭德诘责王庆之，让他们散去。李昭德于是杖杀王庆之，餘黨于是解散。